# Amreeka
Amreeka é um filme independente de 2009 co-produzido entre o Kuwait, os Estados Unidos e o Canadá, escrito e dirigido por Cherien Dabis e protagonizadao por Nisreen Faour, Melkar Muallem, Hiam Abbass, Alia Shawkat, Yussuf Abu-Warda, Joseph Ziegler e Miriam Smith.
Amreeka apresenta a história de uma família, tanto na Cisjordânia como num subúrbio de Chicago. O filme estreou no Festival de Cinema de Sundance em 2009 e conseguiu o reconhecimento da crítica especializada em vários eventos a nível mundial. A National Geographic Entertainment comprou todos os direitos teatrais e domésticos de Amreeka após a sua estreia em Sundance.

## Sinopsis
Muna Farah (Nisreen Faour) é uma mãe cristã palestiniana divorciada que está a criar o seu filho adolescente Fadi (Melkar Muallem). Ela trabalha num banco em Ramallah, parte de Cisjordânia, nos territórios palestinianos. A cada dia que passa, após o trabalho, Muna vai buscar Fadi na escola e cruza-se com um ponto de controle israelita para chegar a sua casa, em Belém. Ela vive com a sua idosa mãe e tem visitas ocasionas do seu irmão Samer. Um dia, após chegar a casa, Muna descobre que lhe foi atribuído um cartão verde norte-americano. Apesar de, inicialmente, considerar recusar esta oferta, Muna reconsidera a sua posição depois de se lembrar que ela e Fadi são assediados no ponto de controle por soldados israelitas.
A família chega aos Estados Unidos pouco depois da invasão do Iraque em 2003 para ficar com a família da sua irmã, em Illinois. Após um tempo difícil pelos diferentes costumes, Muna reúne-se com a sua irmã, Raghda Halaby (Hiam Abbass), com o seu cunhado Nabeel (Yussuf Abu-Warda) e os seus três filhos Salma (Alia Shawkat), Rana (Jenna Kawar), e Lamis (Selena Haddad). Mais tarde, no entanto, Muna descobre que uma caixa de bolachas foi confiscada durante a busca aduaneira e fica horrorizada: a caixa continha todas as poupanças da sua vida. Assim sendo, Muna procura trabalho, mas decepciona-se ao descobrir que os seus múltiplos títulos e experiência de trabalho não garantem o tipo de emprego que ela está a procurar. Passado algum tempo, finalmente consegue um trabalho no restaurante White Castle. Muito envergonhada para dizer a verdade à sua família, finge ter sido contratada pelo banco que fica ao lado do restaurante.

## Elenco
- Nisreen Faour é Muna Farah
- Melkar Muallem é Fadi Farah
- Hiam Abbass é Raghda Halaby
- Yussuf Abu-Warda é Nabeel Halaby
- Alia Shawkat é Salma Halaby
- Jenna Kawar é Rana Halaby
- Selena Haddad é Lamis Halaby
- Joseph Ziegler é o senhor Novatski
- Brodie Sanderson é Matt
- Miriam Smith é a empregada do banco

## Recepção
O filme foi bem recebido pela crítica especializada e pela audiência em general. Amreeka conta com uma percentagem de aprovação de 87% no website Rotten Tomatoes. No Metacritic tem uma pontuação de 73 sobre 100 baseada em 23 revisões, cujas críticas são geralmente favoráveis. O popular crítico norte-americano Roger Ebert deu a Amreeka três estrelas e meia de quatro possíveis.